# Сальвадор

Монумент независимости в Сан-Сальвадоре. 1983

Сельская жительница Сальвадора. 1962

Арочно-гравитационная плотина в Сальвадоре. 1977

Сальвадо́р (исп. El Salvador [el salβaˈðoɾ]), официальное название — Респу́блика Эль-Сальвадо́р (исп. República de El Salvador — букв. «Республика Спасителя») — государство в Центральной Америке. Граничит с Гондурасом на востоке, на севере с Гватемалой, а на западе омывается Тихим океаном. Унитарное государство.
Площадь — 21 041 км², население — около 6,5 млн человек.
Это самая маленькая по площади и самая плотнонаселённая страна в Центральной Америке, а также единственное государство в этом регионе, не имеющее выхода к Карибскому морю. Это одно из двух центральноамериканских государств, имеющих выход только к одному из океанов: другим таким государством является Белиз, который имеет выход только к Карибскому морю.

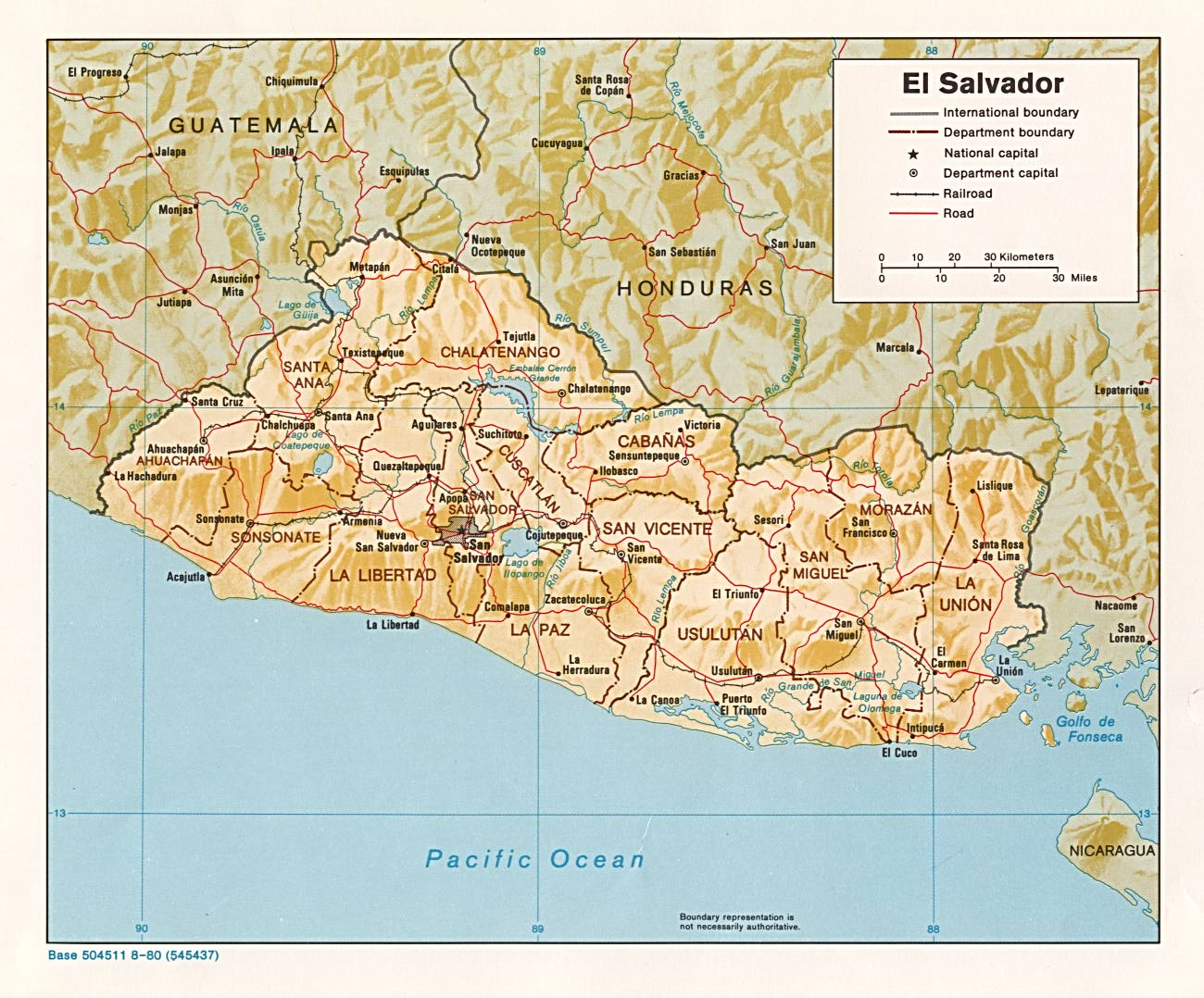
Карта Сальвадора

Член ООН и ВТО.

## История

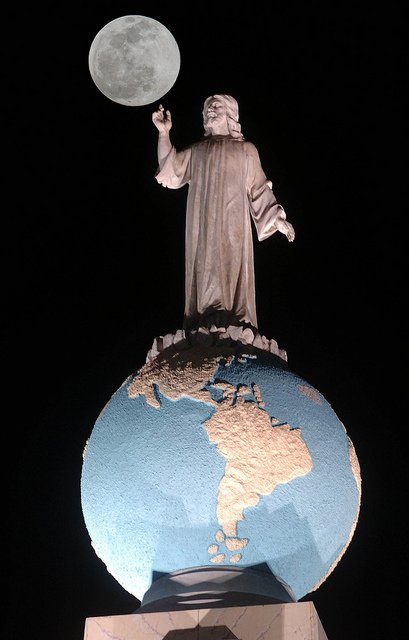

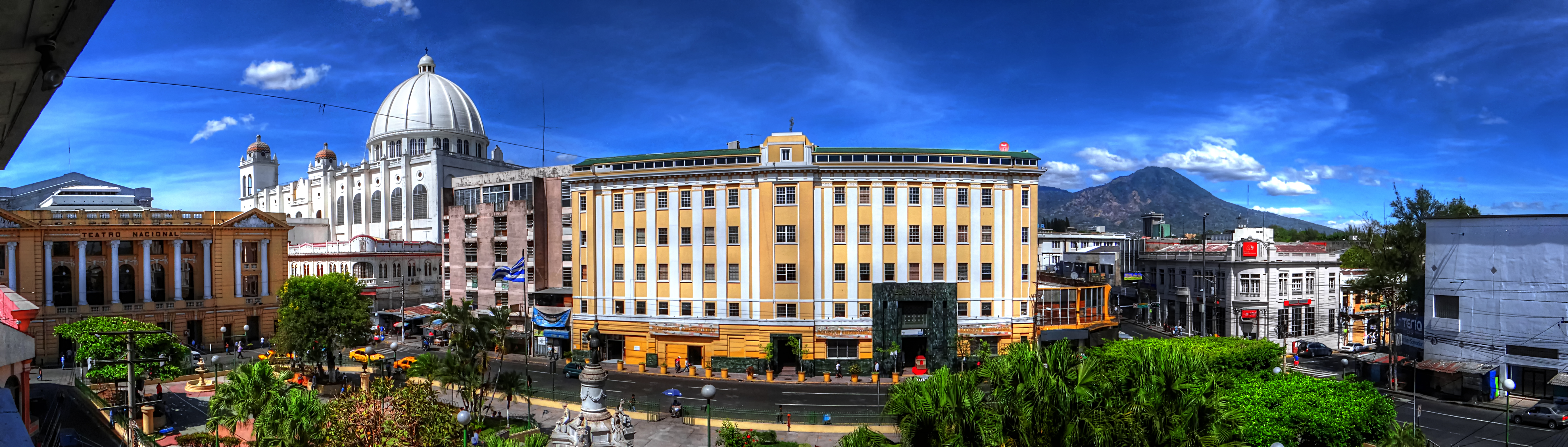

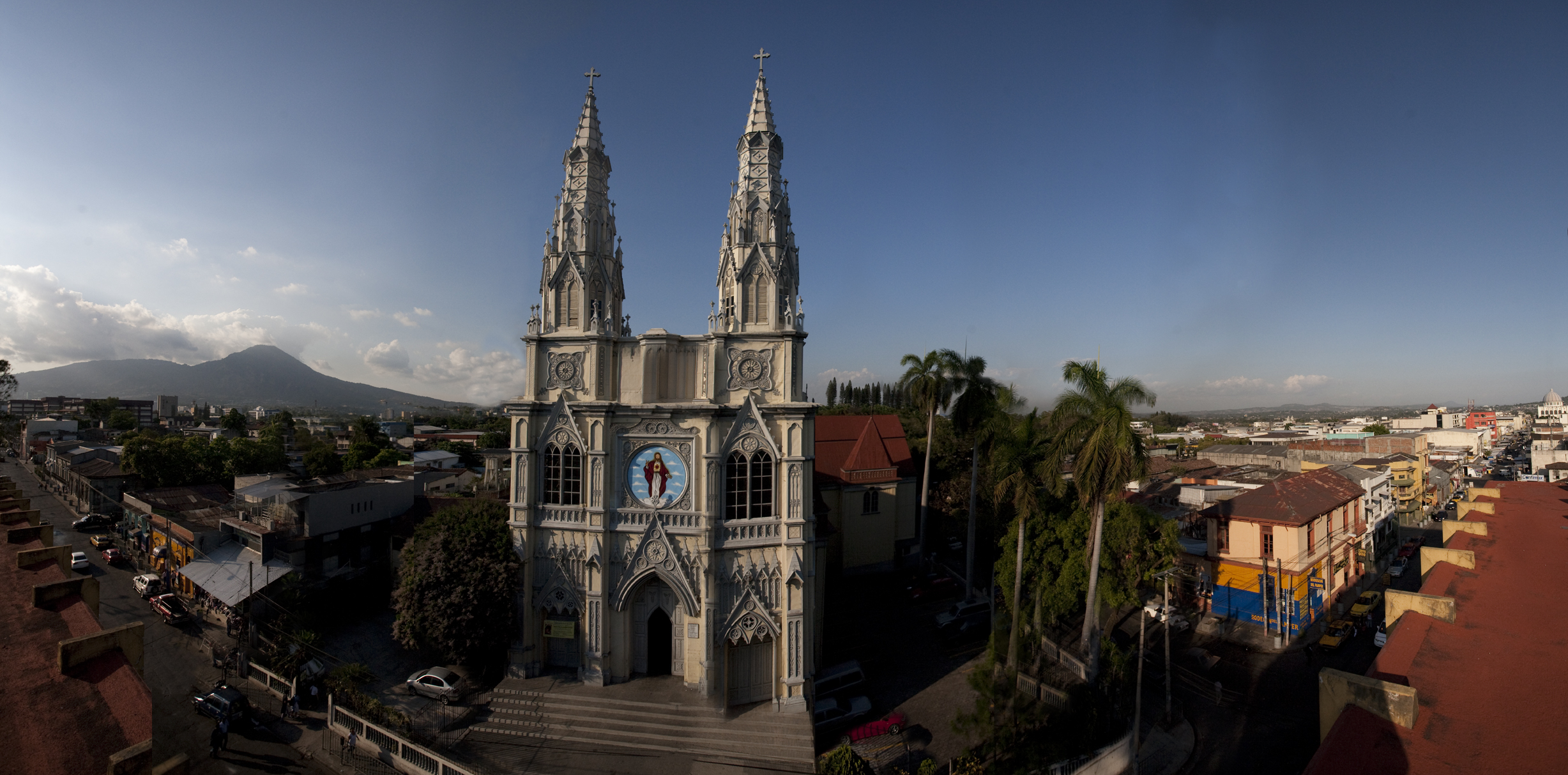

Примерно с I по VII век н. э. на территории нынешнего Сальвадора жили племена майя, а затем туда пришли многочисленные родо-племенные объединения индейцев науа юто-ацтекской языковой семьи.
Культура науа попала под влияние майя, а позднее испытала вторжение тольтекских мигрантов, в результате чего образовалась гибридная культура пипилей, создавшая государство Кускатлан. К приходу испанцев у пипилей уже были достаточно дифференцированные социальные классы: знать, торговцы, ремесленники, плебеи, рабы.
В 1524 году Педро де Альварадо — сподвижник завоевателя Мексики Эрнандо Кортеса — вторгся на эту территорию. В 1525 году был основан город Сан-Сальвадор, но лишь к 1528 году испанцам удалось здесь закрепиться, а к 1540-м годам — подавить сопротивление индейцев науа.
С 1560 по 1821 год территория входила в состав генерал-капитанства Гватемала.
Основой экономики Сальвадора в колониальную эпоху было земледелие. Колония специализировалась на экспорте индиго и какао.
Две попытки местных креолов свергнуть колониальный режим (в 1811 и 1814 годах) были подавлены испанскими властями, но в 1821 году вслед за Мексикой Центральная Америка объявила себя независимой и вошла в состав Мексиканской империи, а в 1823 году вышла из её состава. Было создано федеративное государство Соединённые провинции Центральной Америки, в которое вошли современные Гватемала, Гондурас, Сальвадор, Никарагуа и Коста-Рика. Эта федеративная республика просуществовала недолго — внутренняя борьба и войны привели к её распаду.
С 1839 года Сальвадор — самостоятельная республика. История Сальвадора в XIX веке насыщена многочисленными государственными переворотами, связанными с непрерывной борьбой между консерваторами и либералами, а также с попытками восстановить федерацию республик Центральной Америки, что приводило к постоянным войнам и конфликтам между этими республиками. Так, в 1885 году Сальвадор (с помощью Коста-Рики и Никарагуа) отразил крупное нападение Гватемалы (поддержанной Гондурасом). Войска Гватемалы были разгромлены, а командовавший ими гватемальский президент Барриос убит в бою.
Со второй половины XIX века основой экономики Сальвадора стало производство и экспорт кофе. Для развития этой отрасли построили железные дороги, связавшие районы кофейных плантаций с морскими портами. Второй главной сельскохозяйственной культурой стала кукуруза (для внутреннего потребления). Выращивался также рис, сахарный тростник, бобовые, хлопчатник. В северной части страны развивалось скотоводство (крупный рогатый скот и свиньи).
В начале 1920-х годов американский капитал добился господствующих позиций в экономике Сальвадора. После прихода в 1927 году к власти президента Пио Ромеро Боске были проведены реформы, в результате которых возникла плюралистическая политическая система.

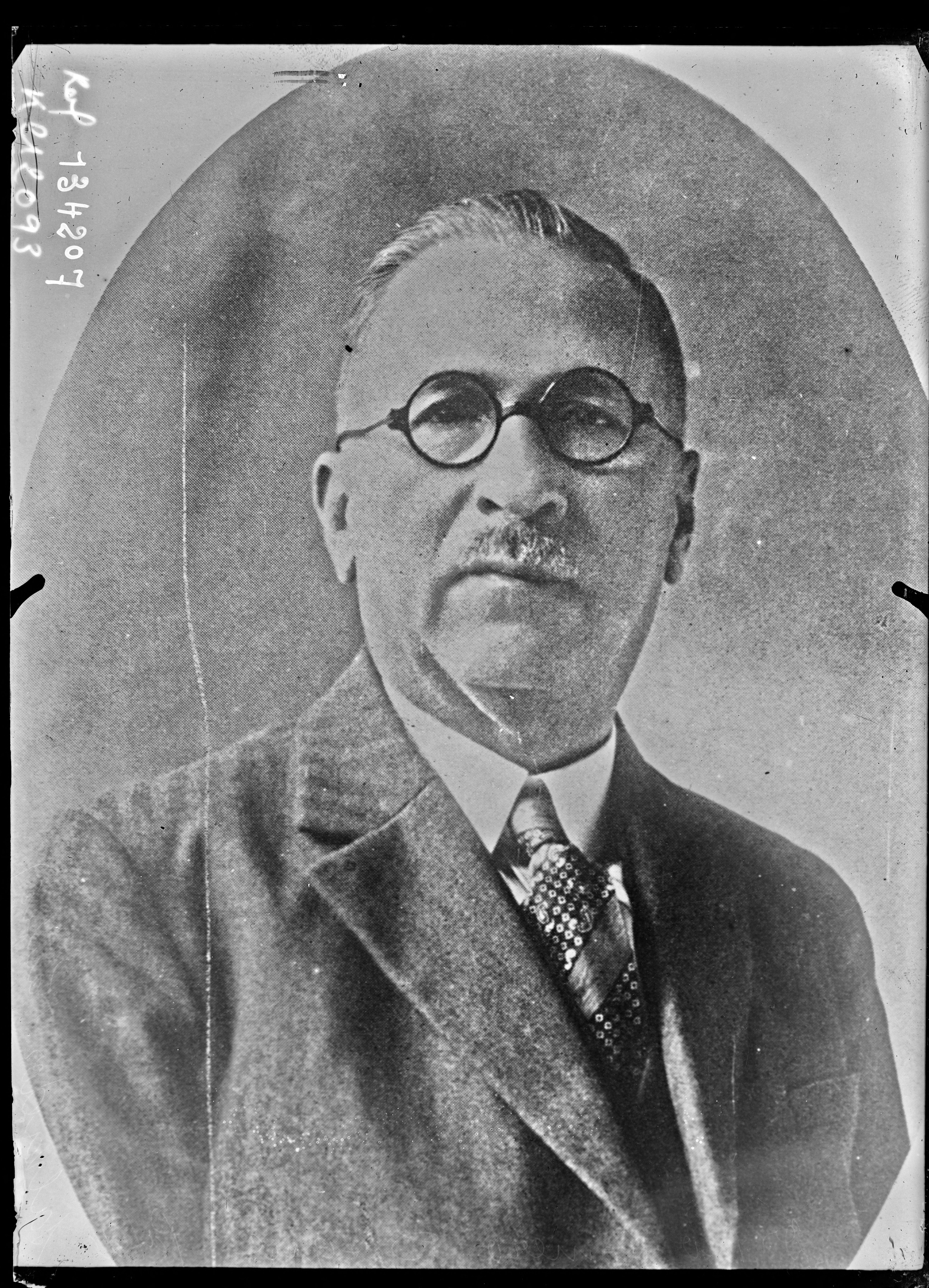
Пио Ромеро Боске

Следующий президент, Артуро Араухо, был избран сальвадорцами в январе 1931 года из шести кандидатов, у каждого из которых была своя политическая и экономическая программа. Араухо инициировал расследование финансовых махинаций в армии Сальвадора, что привело к военному перевороту в декабре 1931 года. О планах заговорщиков знал вице-президент страны Максимилиано Эрнандес Мартинес, он и стал главой государства. Таким образом, короткий период демократии, существовавший между 1927 и 1931, закончился установлением военной диктатуры Эрнандеса Мартинеса.
Вследствие действий Мартинеса, направленных на уничтожение политических свобод, в 1932 году произошло первое коммунистическое восстание в Америке — 40 тысяч крестьян под предводительством Фарабундо Марти выступили против режима, но восстание было подавлено с помощью жесточайших репрессий.
В 1944 году в результате выступлений армии, студенчества и ряда политических группировок, Эрнандес ушёл в отставку. После этого у власти чередовались военные и формально гражданские, под контролем военных, правительства.
В 1969 году между Сальвадором и Гондурасом произошла так называемая Футбольная война.
В конце 1970-х годов комбинация экономических и политических факторов, как то — подавление инакомыслия силовыми методами, грубейшие подтасовки на выборах, притеснения оппозиционной прессы, изменение региональной ситуации в связи с Сандинистской революцией в Никарагуа, в стране началась гражданская война между военным режимом, который затем сменило правоцентристское правительство Хосе Наполеона Дуарте, и «левыми» политическими группами, организованными во Фронт национального освобождения имени Фарабундо Марти (ФНОФМ).
В 1989 году на очередных выборах победил кандидат от консервативной партии АРЕНА Альфредо Кристиани, начавший переговоры с партизанами и за это едва не подвергшийся расправе со стороны радикалов из числа сторонников собственной партии. 16 января 1992 между правительством и партизанами подписан мирный договор, который создал предпосылки для установления демократии в стране в 1994 году.
В 1990-е годы и начале XXI века Сальвадор представляет собой находящуюся в тяжёлом экономическом положении страну, в которой политическая борьба между «правыми» и «левыми» идёт в рамках демократических процедур. Сложилась двухполюсная демократическая система. Основной группировкой «правых» является партия АРЕНА, созданная в 1981 году как «партия эскадронов смерти» Роберто д’Обюссона, впоследствии перешедшая на более умеренные позиции консервативного национализма и экономического неолиберализма. Ведущей левой партией является ФНОФМ, отказавшийся от насильственного захвата власти.
Сальвадор направил контингент своих сил в состав международного контингента для участия в Иракской войне.
Уровень преступности в Сальвадоре был одним из самых высоких в Латинской Америке до 2021 года. В сентябре 2010 года правительство страны приняло жёсткий закон по противоборству преступным группировкам (мара).
До 2009 года на всех президентских выборах побеждала АРЕНА. Президентский пост последовательно занимали Альфредо Кристиани, Армандо Кальдерон Соль, Франсиско Флорес, Антонио Сака.
15 марта 2009 года представитель умеренного крыла ФНОФМ Маурисио Фунес победил на президентских выборах кандидата правых сил Родриго Авилу, получив 51,32 % голосов избирателей в первом туре.
На президентских выборах 2019 года впервые за три послевоенных десятилетия потерпели поражения и кандидат ФНОФМ, и кандидат АРЕНА. Президентом был избран представитель Широкого альянса за национальное единство Найиб Букеле, набравший более 53 % голосов и опередивший Карлоса Кальеху (АРЕНА) и Уго Мартинеса (ФНОФМ).
На парламентских и местных выборах большинство мест делят между собой АРЕНА и ФНОФМ.
В 1992 году были установлены дипломатические отношения между Российской Федерацией и Республикой Эль-Сальвадор. 22 августа 2011 года в Сан-Сальвадоре было подписано «Соглашение об основах отношений между Российской Федерацией и Республикой Эль-Сальвадор».

## Политическое устройство
Глава государства — президент (он же — глава правительства) избирается населением на 5-летний срок.
Парламент — Законодательная ассамблея (84 депутата, избираются населением на 3-летний срок).
Политические партии, представленные в парламенте по результатам выборов в феврале 2021 года:
- Новые идеи (NI, популисты; председатель — Хавьер Заблах Букеле) — 56 мест;
- Националистический республиканский альянс (ARENA, правые; председатель — Карлос Гарсиа Сааде) — 12 мест;
- Широкий альянс за национальное единство (GANA, левоцентристы; председатель — Андрес Ровира) — 5 мест;
- Фронт национального освобождения имени Фарабундо Марти (FMLN, левые; генеральный секретарь — Медардо Гонсалес) — 4 места;
- Национальная коалиционная партия (PCN, правоцентристы; председатель — Мануэль Родригес) — 2 места;
- Христианско-демократическая партия (PDC, центристы; председатель — Родольфо Паркер) — 1 место;
- Наше время (NT, левоцентристы; председатель — Энди Файлер) — 1 место;
- Вперёд (Vamos, центристы; председатель — Клаудия Мерседес Ортис) — 1 место.
- Независимые — 2 места.

Правящей партией является NI, поскольку основатель Найиб Букеле занимает президентский пост. Председателем Законодательной ассамблеи в 2019 году был избран представитель NI Эрнесто Кастро.
Согласно Economist Intelligence Unit страна в 2018 была классифицирована по индексу демократии как гибридный режим.

## Внешняя политика
Сальвадор является членом Организации Объединённых Наций и ряда её специализированных учреждений, Организации американских государств, Центральноамериканского общего рынка, Центральноамериканского парламента и Центральноамериканской системы интеграции. Сальвадор активно участвует в Комиссии по безопасности в Центральной Америке, деятельность которой направлена на обеспечение контроля над вооружениями. Сальвадор является членом Всемирной торговой организации и подписал соглашения о свободной торговле с другими странами региона.

## Административное деление
Сальвадор делится на четырнадцать департаментов:

Административное деление Сальвадора

| №  | Департамент   | Административный центр | Площадь, км² | Население, (2015) чел. | Плотность, чел./км² |
| -- | ------------- | ---------------------- | ------------ | ---------------------- | ------------------- |
| 1  | Ауачапан      | Ауачапан               | 1 240        | 355 461                | 257,66              |
| 2  | Кабаньяс      | Сенсунтепеке           | 1 104        | 163 652                | 135,26              |
| 3  | Чалатенанго   | Чалатенанго            | 2 017        | 201 446                | 95,58               |
| 4  | Кускатлан     | Кохутепеке             | 756          | 259 742                | 306,19              |
| 5  | Ла-Либертад   | Санта-Текла            | 1 653        | 784 613                | 399,67              |
| 6  | Ла-Пас        | Сакатеколука           | 1 224        | 353 970                | 251,71              |
| 7  | Ла-Уньон      | Ла-Уньон               | 2 074        | 262 909                | 114,86              |
| 8  | Морасан       | Сан-Франсиско-Готера   | 1 447        | 199 123                | 120,53              |
| 9  | Сан-Мигель    | Сан-Мигель             | 2 077        | 489 476                | 208,96              |
| 10 | Сан-Сальвадор | Сан-Сальвадор          | 886          | 1 764 248              | 1768,80             |
| 11 | Сан-Висенте   | Сан-Висенте            | 1 184        | 180 235                | 136,52              |
| 12 | Санта-Ана     | Санта-Ана              | 2 023        | 580 574                | 258,85              |
| 13 | Сонсонате     | Сонсонате              | 1 125        | 497 081                | 358,33              |
| 14 | Усулутан      | Усулутан               | 2 130        | 367 741                | 161,61              |
|    | Всего         |                        | 21 040       | 6 460 271              | 273,01              |

## Население

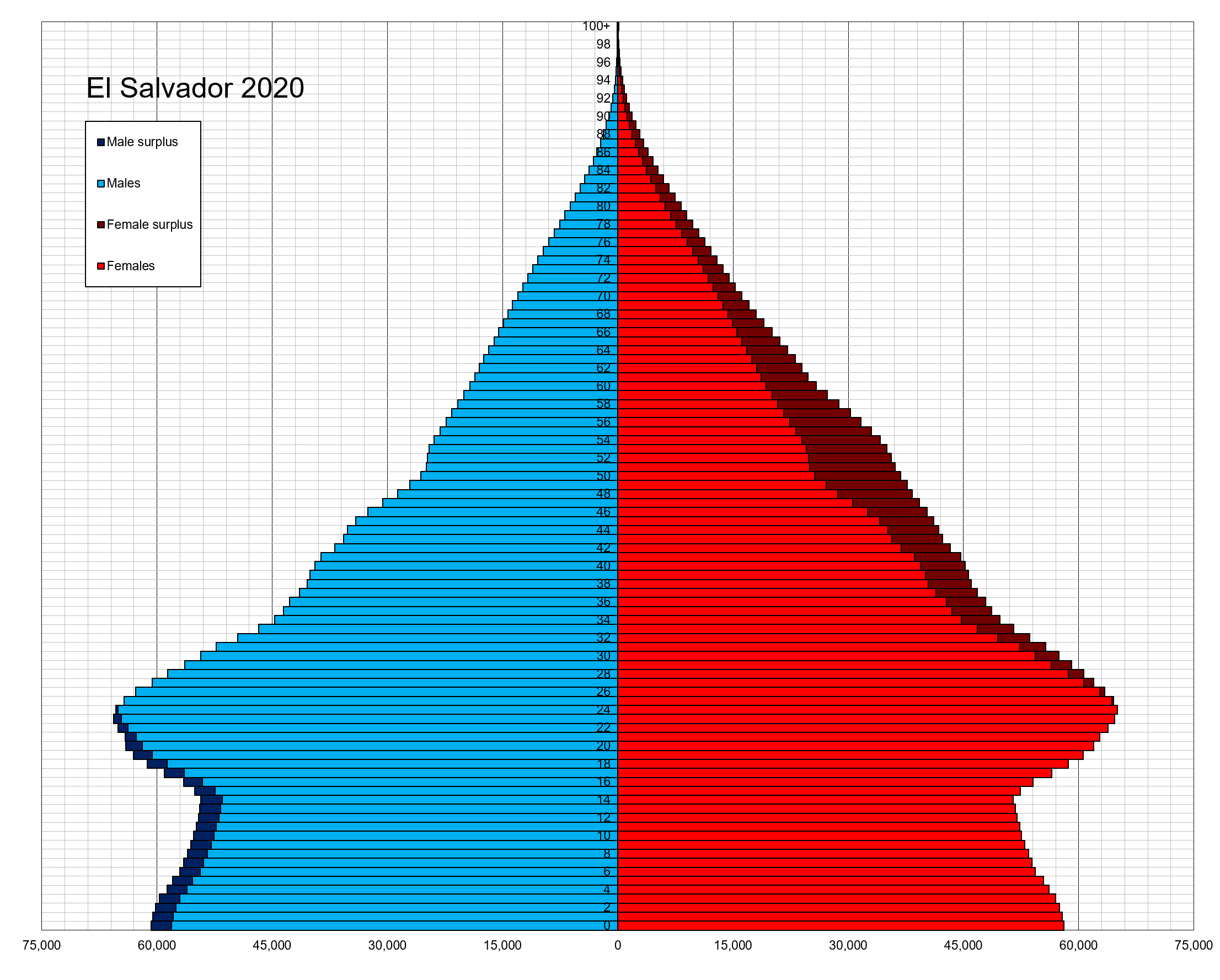
Возрастно-половая пирамида населения Сальвадора на 2020 год

Динамика численности населения: 2,8 млн. (1962); 3,98 млн. (1974); 5,1 млн. (1988); 6,23 млн. (2001); 6,15 млн. (2009); 6,46 млн. (2015); 6,48 млн. (2020).
Годовой прирост — 0,83 % (фертильность — 2,09 рождений на женщину).
Рождаемость — 18,6 на 1000.
Смертность — 5,9 на 1000; детская смертность — 11,8 на 1000.
Средняя продолжительность жизни — 71,3 лет у мужчин; 78,6 лет у женщин.
Городское население — 73,4 %.
Заражённость вирусом иммунодефицита (ВИЧ) — 0,6 % (оценка на 2018 год).
Грамотность — 90,6 % мужчин; 86,7 % женщин (2017 год).
Этно-расовый состав:
- метисы 86,3 %
- белые 12,7 %
- индейцы 1 %

Языки: испанский — официальный и родной язык практически для всех сальвадорцев. Индейские языки на территории Сальвадора находятся на грани исчезновения, частично сохраняются языки пипиль, кекчи и ленка.
Религии: католики 57,1 %, протестанты 21,2 %, Свидетели Иеговы 1,9 %, мормоны 0,7 %, другие 2,3 %, атеисты 16,8 %.

## Образование
Университет Сальвадора.

## География

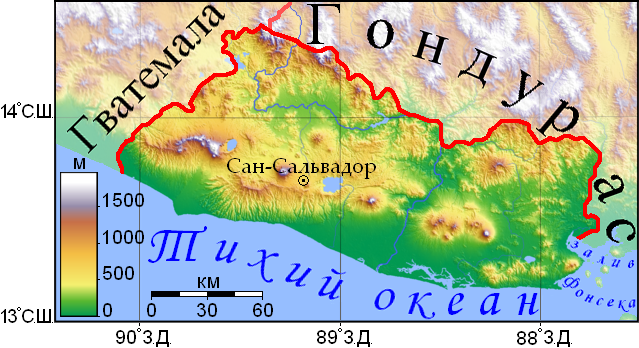
Рельеф Сальвадора

Сальвадор нередко называют «краем озёр и вулканов». Основная часть его территории представляет собой вулканическое нагорье высотой 600—700 м над уровнем моря. Над нагорьем вздымаются две параллельные цепи вулканов. Северная, более низкая, состоит из потухших вулканов; южная — из действующих. Самый высокий из них — Санта-Ана (на западе страны) достигает высоты 2381 м. Высшая точка страны — гора Серро-Эль-Питаль (2730 м). Почти непрерывно действующий с XVIII века вулкан Исалько (1885 м) называют «маяком Сальвадора» — по ночам зарево над ним видно с кораблей, проходящих далеко в океане. Частые извержения вулканов и землетрясения причиняют немалый ущерб населению и экономике страны.
Горный остров страны круто обрывается на юг к протянувшейся вдоль тихоокеанского побережья полосе низменности шириной 10—30 км. К северу от нагорья почти параллельно побережью лежит глубокая (350—450 м) тектоническая впадина — долина реки Лемпы. После поворота Лемпы на юг эта впадина, постепенно понижаясь, продолжается дальше на юго-восток к заливу Фонсека.
Поверхность нагорья покрыта мощным слоем вулканического пепла и лавы, на которых образовалась пористая, обладающая высоким плодородием почва. На ней произрастают тропические культуры и культуры, завезённые из Европы.
Сальвадор расположен в тропическом поясе, однако благодаря значительной высоте его нагорье находится в пределах умеренной зоны. Год делится на два сезона: сухой (ноябрь-апрель) и дождливый (май-октябрь). Средняя месячная температура 22—25°; на низменности — на 2—3° выше, в горах — на 3—5° ниже. На нагорье проживает ¾ населения страны, именно на нём расположены столица и другие крупные города.
Леса в значительной степени были вырублены в процессе расширения во второй половине XIX века площадей под кофейные плантации. Леса сохранились на тихоокеанском побережье, около горных озёр и на склонах некоторых гор. Имеются ценные породы деревьев — бальзамовое, испанский кедр, жёлтое дерево, саподилья, красное дерево. Также много видов пальм, из которых наиболее распространена кокосовая, дающая целый ряд ценных продуктов. В садах растут разнообразные плодовые растения, в том числе различные цитрусовые, манговые деревья, дынное дерево (папайя), а также инжир, гуайява, бананы.

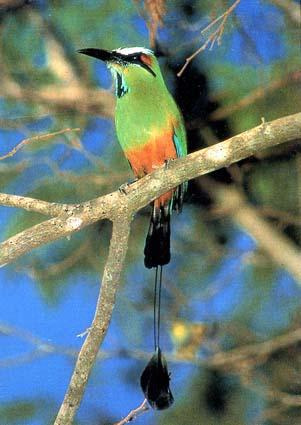
Eumomota superciliosa

Животный мир довольно разнообразен. В зарослях побережья и в лесах по склонам гор встречаются тапиры, муравьеды, броненосцы, барсуки, ленивцы, древесные дикобразы, обезьяны. Из хищников — ягуары, пумы, оцелоты, а из пресмыкающихся — удавы и несколько видов ядовитых змей. В саваннах обитают игуаны, олени, койоты, пекари и различные мелкие грызуны. В реках водятся кайманы. Птиц насчитывается несколько сот разных видов (в том числе попугаи, туканы, цапли, дикие гуси, колибри и др.).
Национальной птицей Сальвадора является «Торогос» или Eumomota superciliosa семейства Момотовые: таким он был объявлен на Законодательной Ассамблее 21 октября 1999 года.
Недра Сальвадора содержат различные полезные ископаемые: железо, медь, цинк, свинец, серебро, золото, платина, ртуть, бокситы, сера, асбест, каолин, кварц, гипс, известняк. Имеются гранит и мрамор. Но разведаны и разрабатываются эти минеральные богатства слабо.

## Экономика
Экономика страны базируется на переводах от работающих за границей, а также на экспорте пищевых продуктов, сахара и этилового спирта.
ВВП в 2009 году составил 43 млрд долларов. ВВП на душу населения — 7,1 тыс. долл. (124-е место в мире).
Промышленность (29 % ВВП, 23 % работающих) — пищевая, напитки, удобрения, текстиль.
Сельское хозяйство (11 % ВВП, 19 % работающих) — кофе, сахар, кукуруза, рис, бобы, растительное масло, хлопок, сорго; говядина, молочные продукты.
Сфера обслуживания — 60 % ВВП, 58 % работающих.
Минимальная заработная плата (2011 год) — 224 доллара в месяц.

### Внешняя торговля
Экспорт — 5,89 млрд долл. (в 2017) — текстильные и швейные товары, сахар, кофе, рыба и морепродукты, бумажная продукция.
Основные покупатели: США 42 % (2,48 млрд долл.), Гватемала 13 % (0,791 млрд долл.), Гондурас 13 % (0,778 млрд долл.), Никарагуа 7,3 % (0,431 млрд долл.).
Импорт — 10,5 млрд долл. (в 2017) — нефтепродукты, медикаменты, природный газ, сырьё для лёгкой промышленности, машины и оборудование, электричество.
Основные поставщики: США 31 % (3,26 млрд долл.), Китай 14 % (1,43 млрд долл.), Гватемала 9,8 % (1,03 млрд долл.), Мексика 8,6 % (0,900 млрд долл.) и Гондурас 5,5 % (0,578 млрд долл.).

### Валюта
До 2001 года денежной единицей страны был сальвадорский колон, затем от использования этой валюты правительство Сальвадора отказалось. С 2001 года по настоящее время в стране используется доллар США. Колон полностью выведен из обращения в 2004 году.
В 2021 году Сальвадор стал первой страной в мире, признавшей Bitcoin официальным платёжным средством.

### Запрет на добычу руды
Сальвадор первым в мире ввёл запрет на добычу рудных полезных ископаемых в 2017 году.

## Преступность
В Сальвадоре особо остро стоит проблема преступности. Уличные банды, в особенности Mara Salvatrucha и Barrio 18, представляют серьёзную угрозу для сальвадорского общества. В 2015 году уровень убийств в стране составил 104 на каждые 100 тысяч человек, что является самым высоким в мире.
20 июня 2019 года в целях борьбы с высоким уровнем преступности в стране президент Букеле объявил о вступлении в силу плана территориального контроля, подразумевающего концентрацию полицейских и военных в муниципалитетах с самым высоким уровнем преступности. В результате такой политики количество убийств в стране резко снизилось (в 2015 года количество насильственных смертей в Сальвадоре составляло 103 на 100 тыс. жителей, в 2021 году этот показатель опустился до 19, в 2023 году — до 2,4). На данный момент государство является одним из самых безопасных в мире.
С 2022 года действующим президентом объявлена война преступности. В том же году (за рекордные 7 месяцев) была построена тюрьма под названием CECOT (англ. Terrorism Confinement Center), рассчитанная на содержание более 40 тысяч преступников, самая большая в Латинской Америке. Также введены различные указы, к примеру, разрешение задерживать подозреваемых без ордера.